# Людвік Кубаля
Людвік Кубаля (пол. Ludwik Kubala, нім. Ludwig Kubala; 9 вересня 1838, Камениця, нині Лімановський повіт, Малопольське воєводство, Польща — 30 вересня 1918, Львів) — польський історик, педагог, громадський діяч. Дійсний член Краківської академії мистецтв (1903) і НТШ (1914). Президент «Товариства шанувальників історії Львова» (від 1906).

## Життєпис

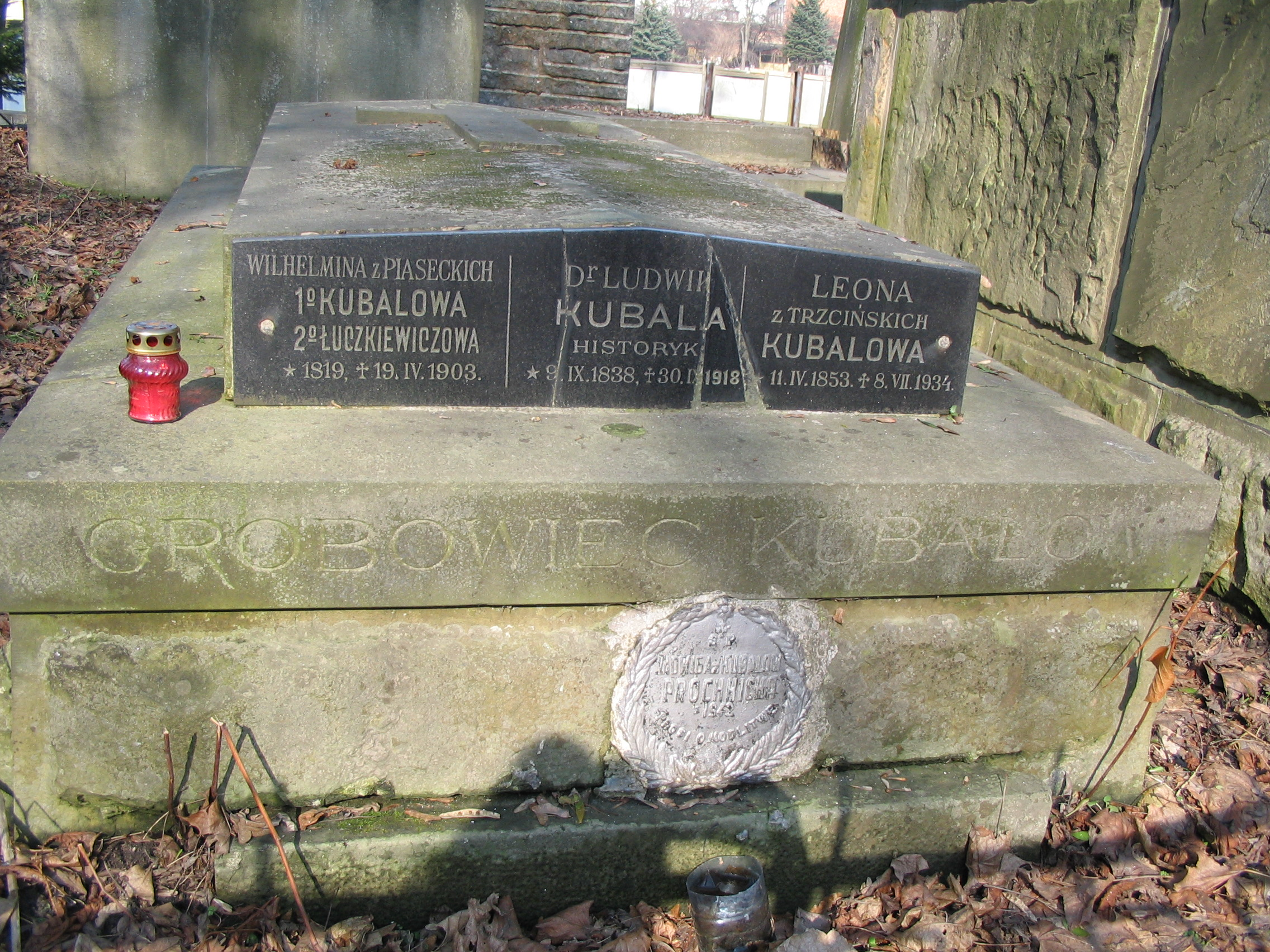
надгробок Л. Кубалі

Народився 9 вересня 1838 року в с. Камениця (нині Лімановського повіту, Малопольське воєводство, Польща). Батько — Людвік Кубаля, за родинною традицією закінчив Львівський університет, працював юстиціаром в місті Ліманова. Матір — дружина батька Вільгельміна Пясецька.
Навчався в Ягеллонському (1857—1858, 1861—1862 роки) та Віденському (1858—1861) університетах.
Брав участь у польському повстанні 1863—1864 років, зокрема, очолював поліцію повстанців у Кракові, за що влада засудила його до п'яти років ув'язнення. У 1866 році амністований імператором Австро-Угорщини Францом Йозефом І. У 1867 році склав докторат з історії у Львівському університеті. Після цього працював у гімназіях в містах Львів та Золочів. Досліджував історію Польщі XVII—XVIII ст., при цьому приділяв увагу вивченню історії українського козацтва, використовуючи архівні матеріали. 1881 року почав публікувати видання «Szkicy historyczny». 1892 року працював учителем у цісарсько-королівській гімназії імені Франца Йозефа у Львові. 1906 року став Президентом Товариства шанувальників історії Львова. 1914-го — Дійсним членом НТШ, 1918-го — Почесним доктором Львівського університету.
1894 року був нагороджений австрійським Орденом Франца Йосифа. Польський письменник Генрик Сенкевич під впливом праць Л. Кубалі написав трилогію «Ogniem i mieczem», «Potop», «Pan Wołodyjowski».
Помер 30 вересня 1918 року у Львові, похований на Личаківському цвинтарі.

### Сім'я
Дружина — Леонія Марія Гелена Тшцінська гербу Побуг (пол. Leonia Trzcińska, 1853—1934). Діти:
- Вавжинець Людвік — правник, громадський і політичний діяч
- донька[8]
- Томаш Кубаля, скульптор.[9]

## Вшанування
У 1921 році на честь Людвіка Кубалі названо вулицю у Львові (нинішня вулиця Володимира Шухевича).

### Вибрана бібліографія
- Облога Львова в 1648 році / Oblężenie Lwowa w roku 1648.
- Королевич Ян Казимир / Królewicz Jan Kazimierz.
- Облога Збаража / Oblężenie Zbaraża.
- Битва під Берестечком / Bitwa pod Beresteczkiem.
- Костка-Наперський / Kostka-Napierski.
- Процес Радзийовського / Proces Radziejowskiego.
- Перше «Liberum Veto» / Pierwsze «Liberum Veto».
- Криваві свати / Krwawe swaty.
- Чорна смерть / Czarna śmierć.
- Жванецький похід / Wyprawa żwaniecka.
- Московська війна 1654-1655 рр. / Wojna moskiewska R. 1654-1655.
- Шведська війна 1655 і 1656 рр. / Wojna szwecka w roku 1655 i 1 656.
- Бранденбурзька війна і напад Ракоші в 1656-1657 рр. / Wojna Brandenburska i najazd Rakoczego w roku 1656-1657.
- Данські війни і олівський мир / Wojny duńskie i pokój oliwski і ін.